# Pabinafusp alfa
Pabinafusp alfa ist ein proteinbasierter Arzneistoff zur Behandlung der Mukopolysaccharidose Typ II (Hunter-Syndrom), einer seltenen, vererbbaren Stoffwechselstörung. Es wurde im März 2021 in Japan unter dem Namen Izcargo (JCR Pharmaceuticals) zugelassen. Pabinafusp alfa ist ein Fusionsprotein aus einem gegen den Transferrin-Rezeptor 1 gerichteten Antikörper mit Idursulfase (Iduronat-2-Sulfatase).
Die Zulassung erfolgte nach einem in Japan Sakigake genannten regulatorischen Sonderprogramm, nach welchem dort ein beschleunigtes Zulassungsverfahren möglich ist für Medikamente, die einen Therapiedurchbruch darstellen und einen ungedeckten medizinischen Bedarf bedienen.
In den USA erhielt Pabinafusp alfa zur Behandlung der MPS-II im Oktober 2018 den Status eines Orphan-Arzneimittels.

## Hintergrund
Idursulfase, eine rekombinant hergestellte Form des humanen Enzyms Iduronat-2-Sulfatase, ist in verschiedenen Ländern bereits seit geraumer Zeit zugelassen zu Behandlung der Mukopolysaccharidose vom Typ II (MPS-II). Eine genetisch bedingte Funktionsstörung bzw. Mangel an Iduronat-2-Sulfatase verursacht beim Menschen die lysosomale Speicherkrankheit MPS-II, bei der der durch das Enzym katalysierte lysosomale Abbau von Mucopolysacchariden gestört ist. Die Gabe von Idursulfase ersetzt das Enzym (Enzymersatztherapie).
Durch die Fusion mit einem gegen den Transferrin-Rezeptor 1 gerichteten Antikörper wird der Wirkstoff barrieregängig gemacht: Er vermag die Blut-Hirn-Schranke mittels Transzytose zu überwinden und kann im Zentralnervensystem (ZNS) wirksam werden. Dadurch lassen sich neurologische Komplikationen der MPS-II bessern, die durch bisher verfügbare andere Therapien nicht ausreichend behandelbar waren.
Der humanisierte Antikörper (human/Mus musculus) der Klasse IgG1-kappa in der  Glycoform alfa wird mittels CHO-Zellen hergestellt.

## Studien
Die Zulassung in Japan basiert auf einer in Japan durchgeführten multizentrischen, einarmigen, offenen klinischen Phase-2/3-Studie an 28 japanischen Patienten mit Mukopolysaccharidose II. Primärer Endpunkt war die Senkung der Konzentration von Heparansulfat (HS) – einem der Substrate der Iduronat-2-Sulfatase – in der Zerebrospinalflüssigkeit (Liqor) nach 52 Wochen. Die HS-Konzentration gilt als Indikator für das Maß der Neurodegeneration.
Zu den sekundären Endpunkten gehörten die Bewertung der neurokognitiven Entwicklung für die zentrale Wirksamkeit und Veränderungen der HS- und Dermatansulfat-Konzentrationen im Plasma für die periphere Wirksamkeit.
Die HS-Konzentrationen im Liquor nahmen von der Baseline bis zur Woche 52 signifikant ab, was auf eine kontinuierliche Hemmung der Substratakkumulationen im ZNS, d. h. auf eine bisher nicht adressierte progressive Neurodegeneration, hinweist. Auswertungen der neurokognitiven Entwicklungen zeigten positive Veränderungen bei 21 der 28 Patienten. Die HS- und DS-Konzentrationen im Serum, die Leber- und Milzvolumina und andere Parameter ließen darauf schließen, dass die periphere Wirksamkeit von Pabinafusp alfa mit der von Idursulfase vergleichbar war.
Schwerwiegende Nebenwirkungen wurden nicht beobachtet.